# Thienemannia pilinucha
Thienemannia pilinucha är en tvåvingeart som beskrevs av Ole Anton Saether 1985. Thienemannia pilinucha ingår i släktet Thienemannia och familjen fjädermyggor.
Artens utbredningsområde är Tennessee. Inga underarter finns listade i Catalogue of Life.